# Carlos Fuertes Peralba
Carlos Fuertes Peralba (Gondomar (Pontevedra), 27 de setembre de 1907 - Madrid, Espanya, 22 de novembre de 1965) va ser un periodista i locutor de ràdio.

## Biografia
Carlos Fuertes Peralba va obtenir el Doctorat en Dret en la Universitat de Madrid, però la seva vocació periodística el va apartar de l'exercici de l'advocacia. Va dedicar bona part de la seva vida a la quotidiana labor d'informar, en la qual va adquirir notable solvència i renom. Va ser el primer periodista espanyol locutor de ràdio que va transmetre en directe actes esportius, especialment partits de futbol. La seva fama de gran narrador radiofònic la va aconseguir després de retransmetre la Copa Mundial de Futbol de 1934, celebrada a Itàlia. En 1940 va ingressar a l'Agència EFE, dirigint durant una llarga etapa la secció esportiva (ALFIL). L'Agrupació Sindical de Ràdio i Televisió li va atorgar l'Antena de Oro de 1963. En el moment de la seva defunció, formava part de les plantilles d'ALFIL i de l'emissora de ràdio La Voz de Madrid.